# Hattingen (Noordrijn-Westfalen)
Hattingen is een stad in de Duitse deelstaat Noordrijn-Westfalen, gelegen in de Ennepe-Ruhr Kreis. De gemeente telt 54.278 inwoners (31 december 2020) op een oppervlakte van 71,40 km². Naburige plaatsen zijn Bochum, Essen, Sprockhövel, Velbert, Witten en Wuppertal.
In het stadsdeel Blankenstein is het Haus Kemnade gevestigd. In dit waterslot bevinden zich een museum met muziekinstrumenten en over de geschiedenis van betaalmiddelen.

## Geboren
- Wilhelm Schepmann (1894-1970), nationaalsocialist
- Lukas Schmitz (1988), voetballer

## Galerij

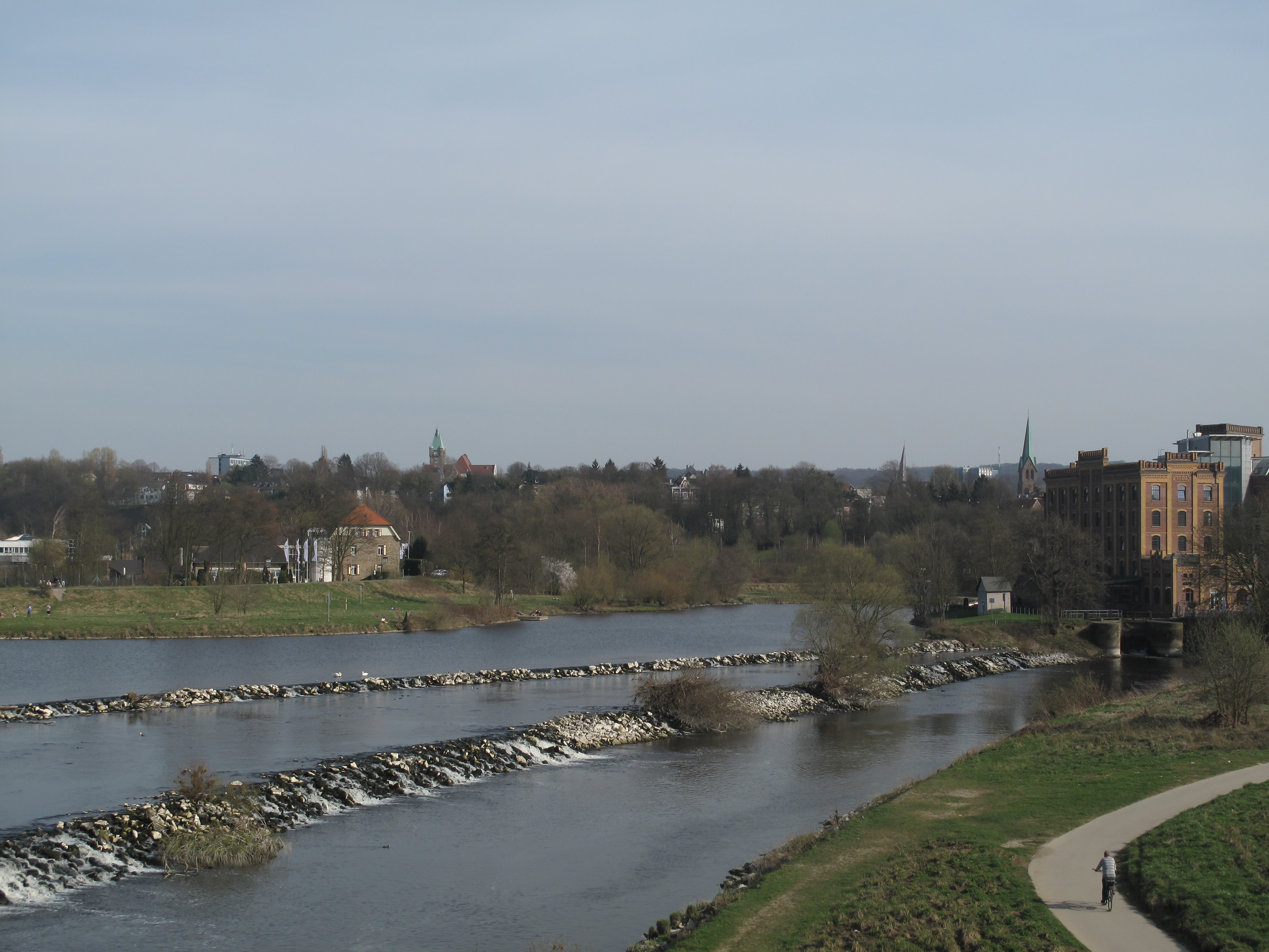
Stadszicht
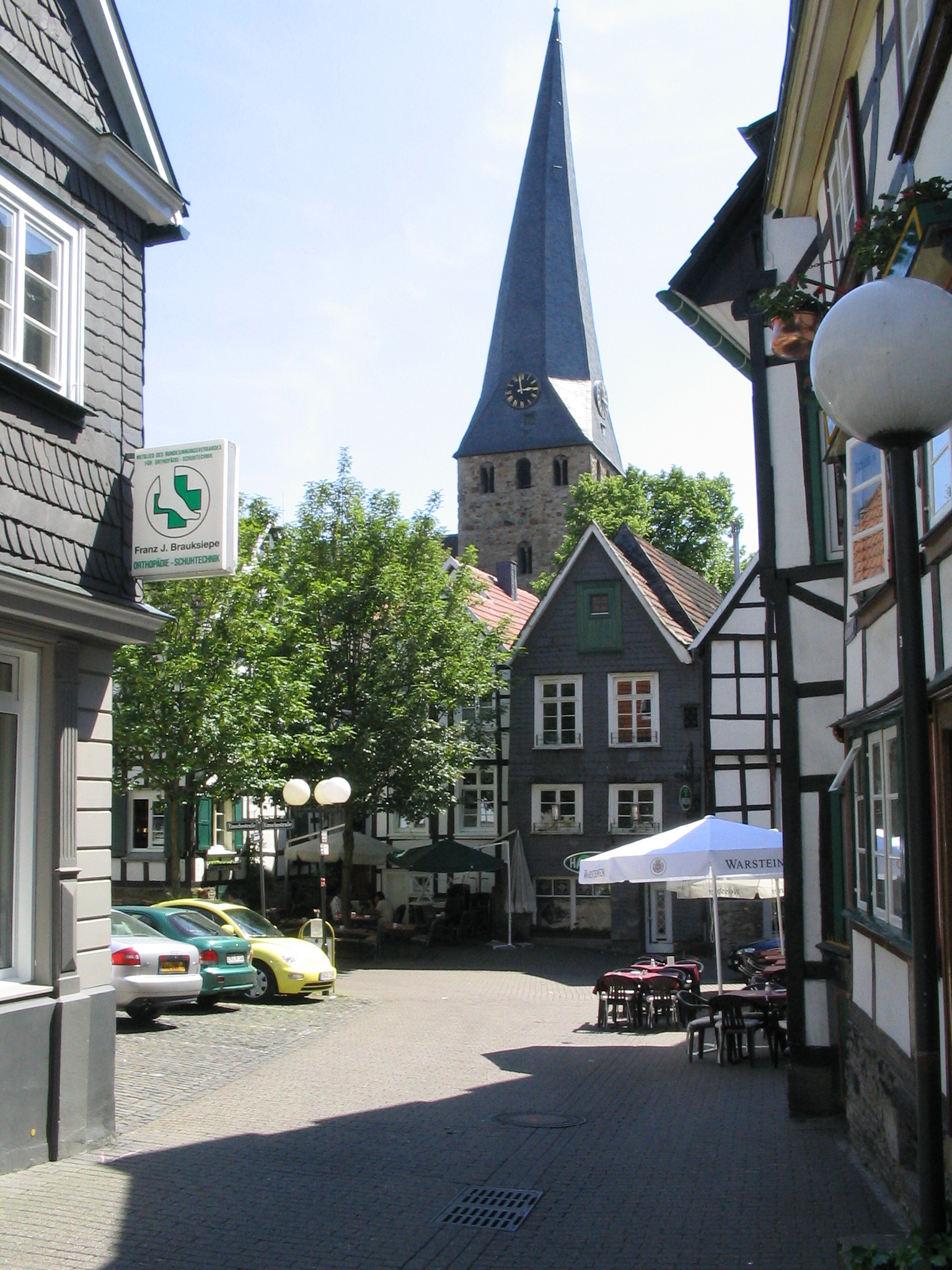
De gedraaide toren van de Sint-Georgekerk
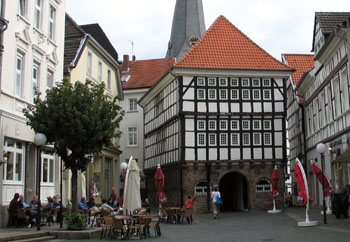
Oude raadhuis
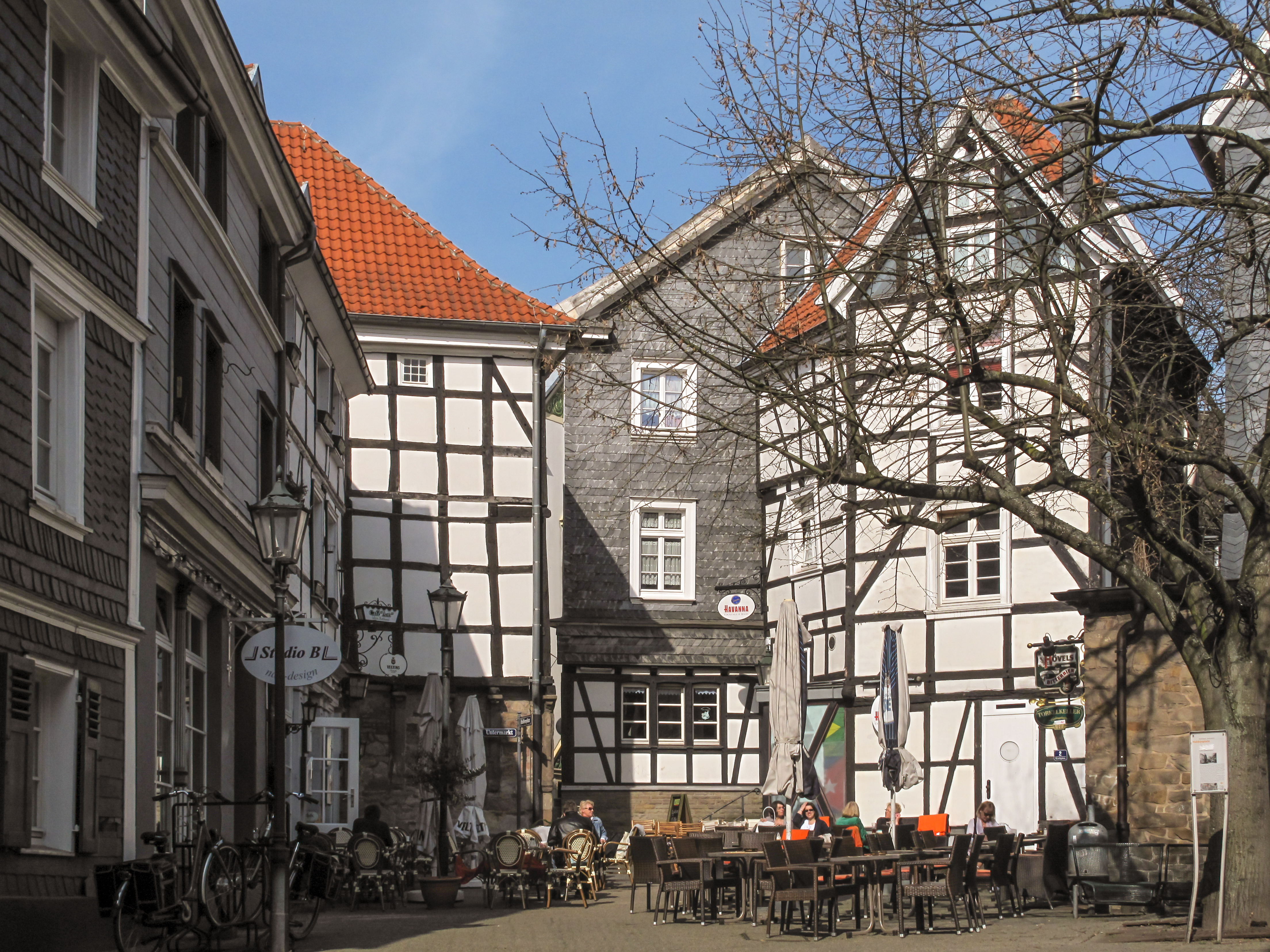
Steinhagen
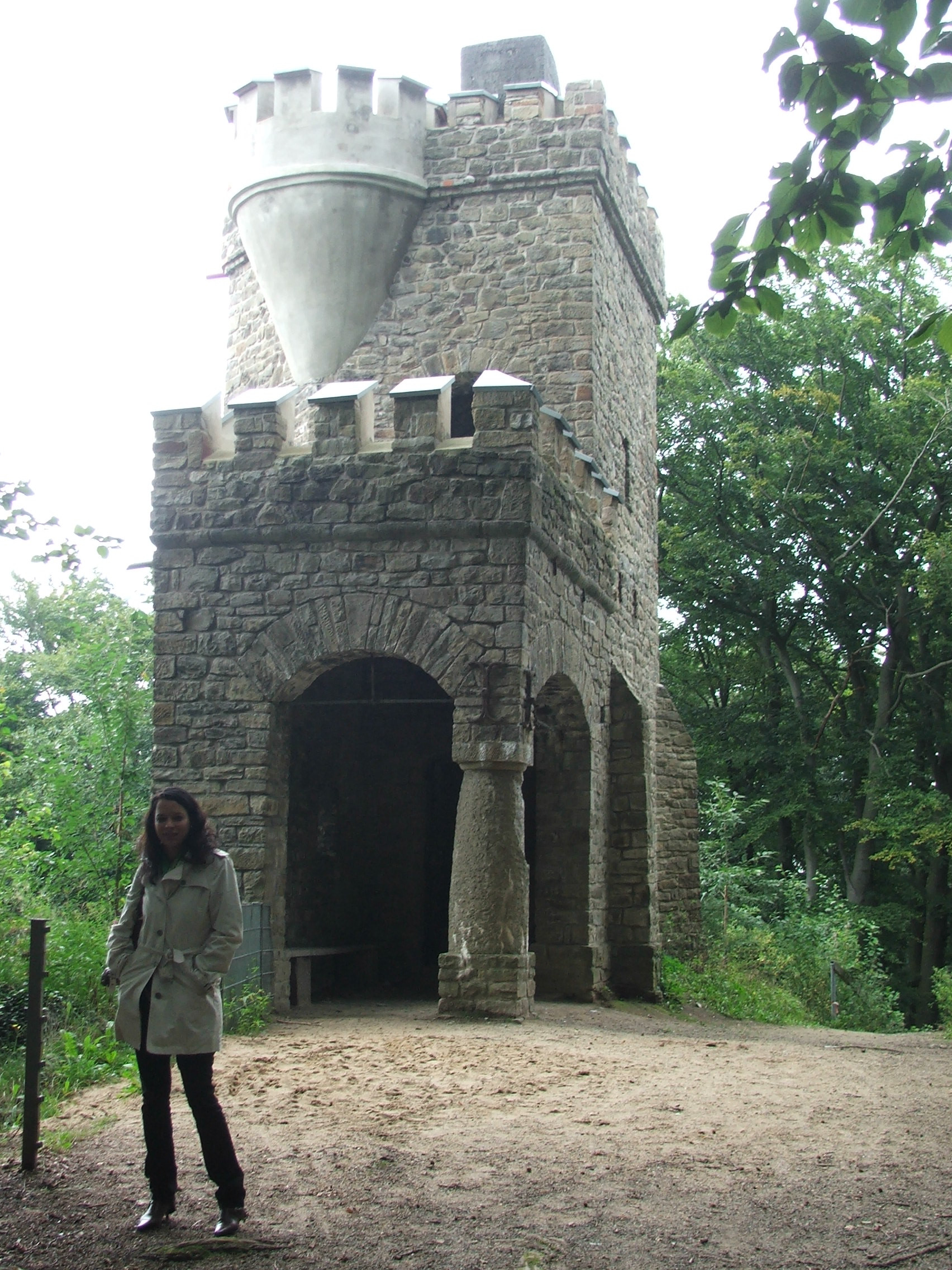
Bismarcktoren
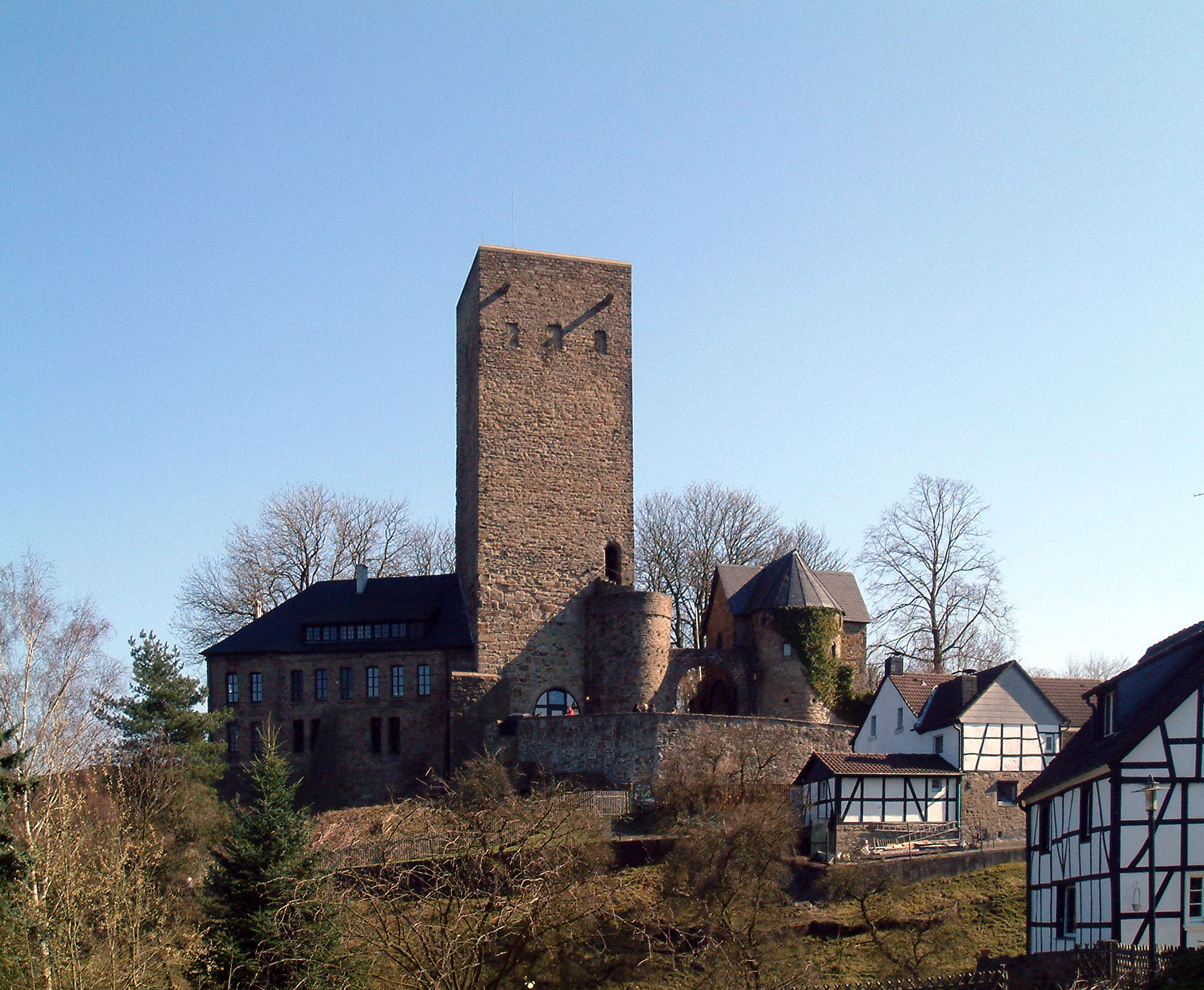
Burg Blankenstein
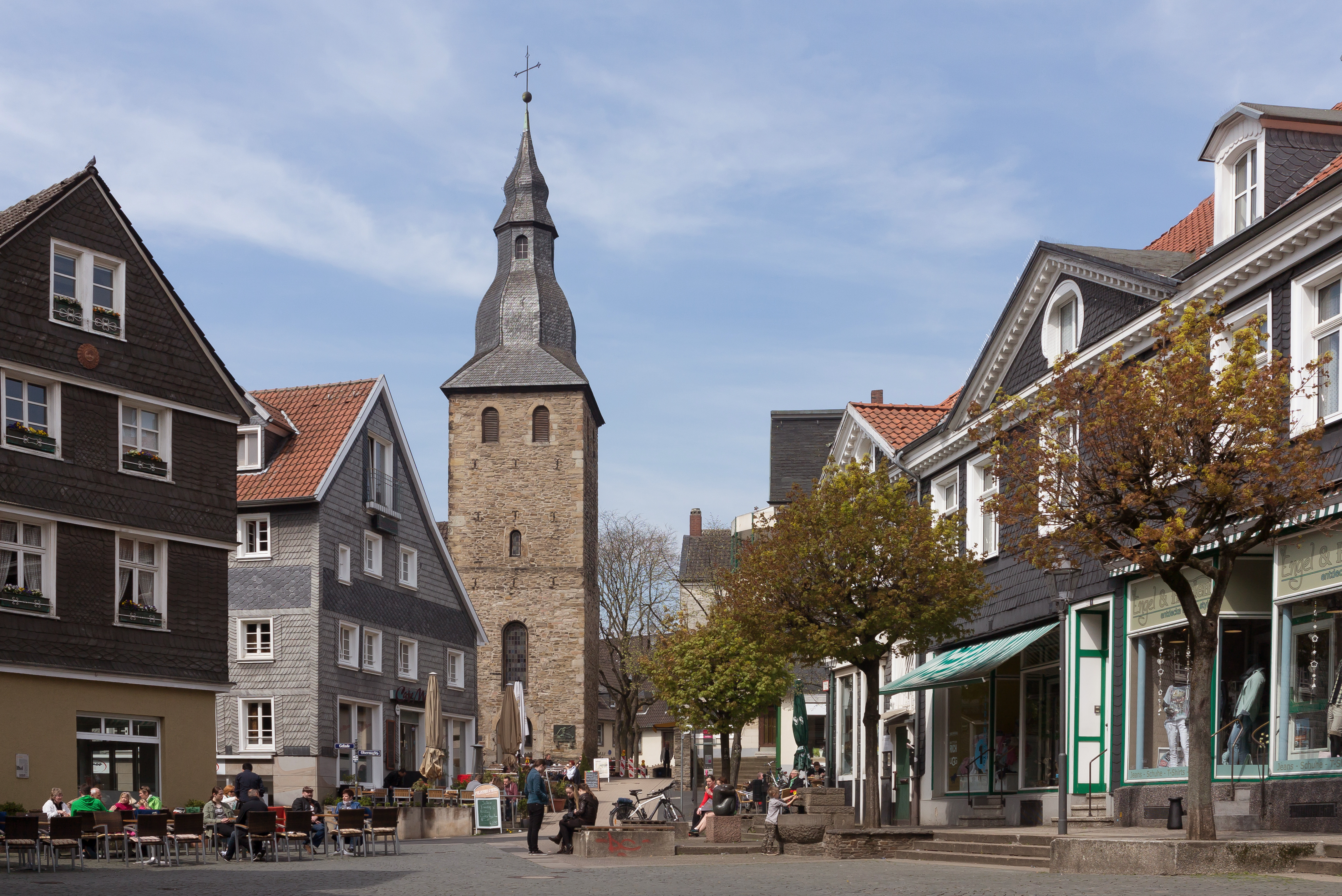
Straatzicht met Glockenturm
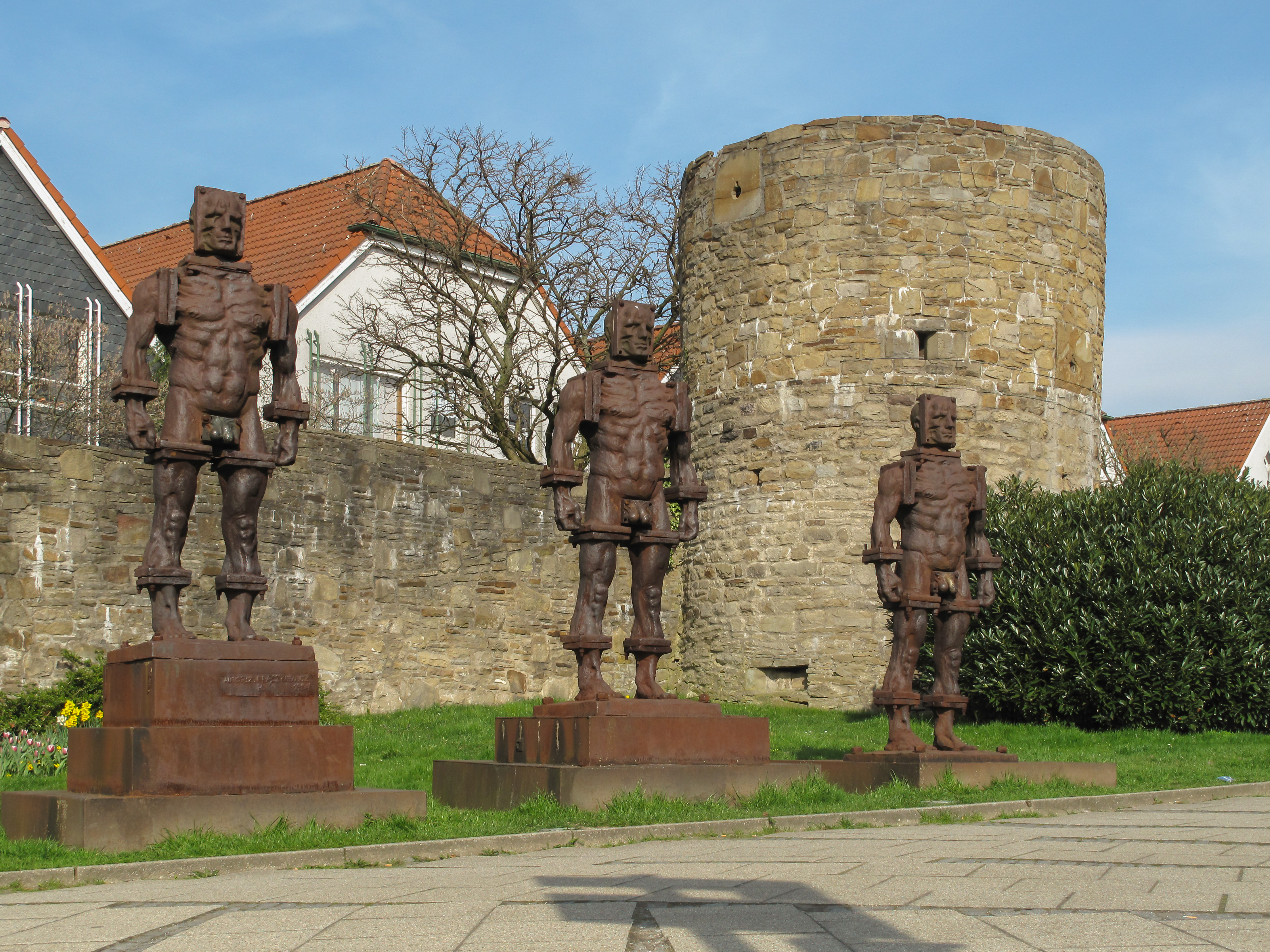
Menschen aus Eisen
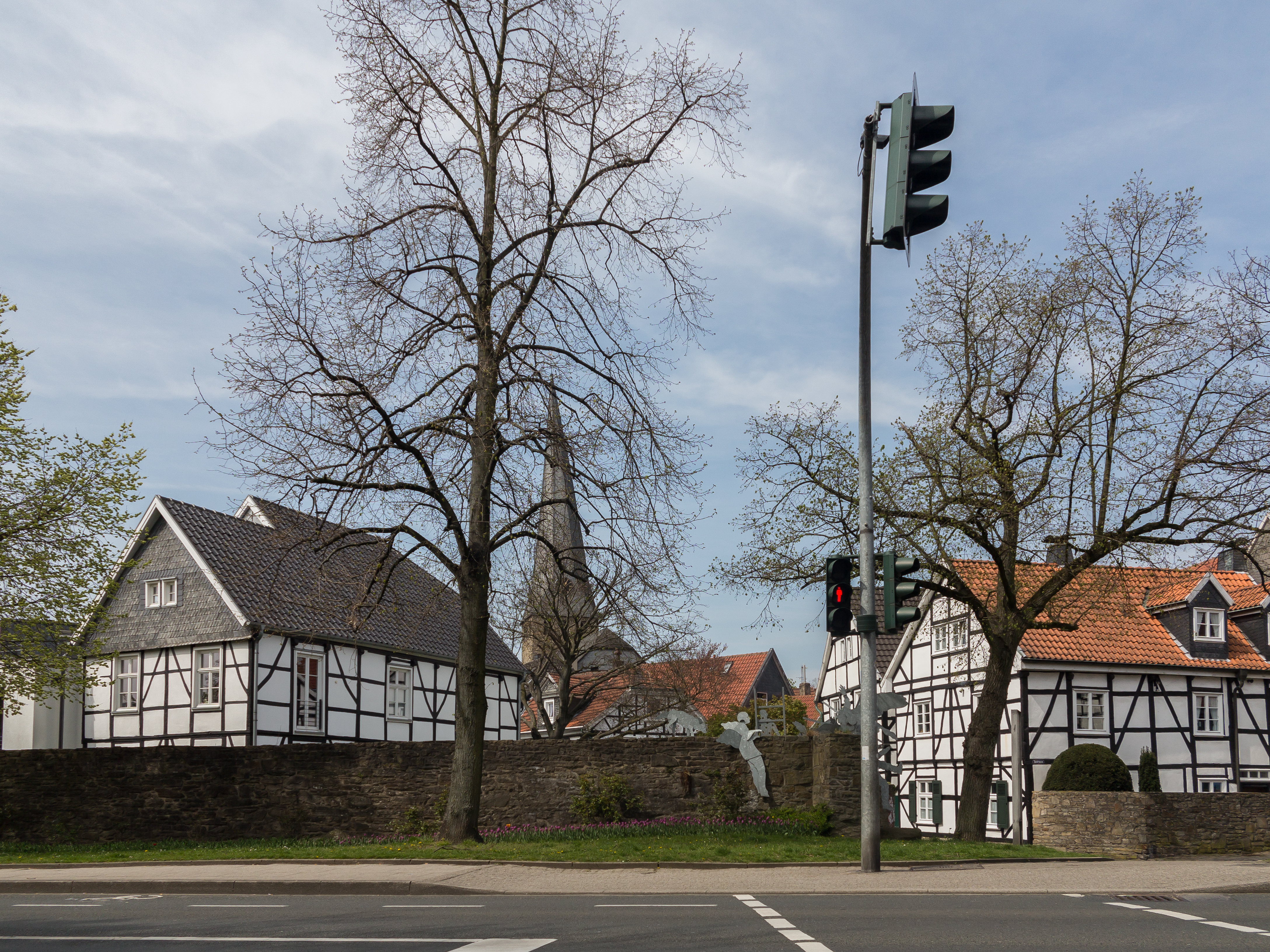
Straatzicht met kerktoren en vakwerkhuizen
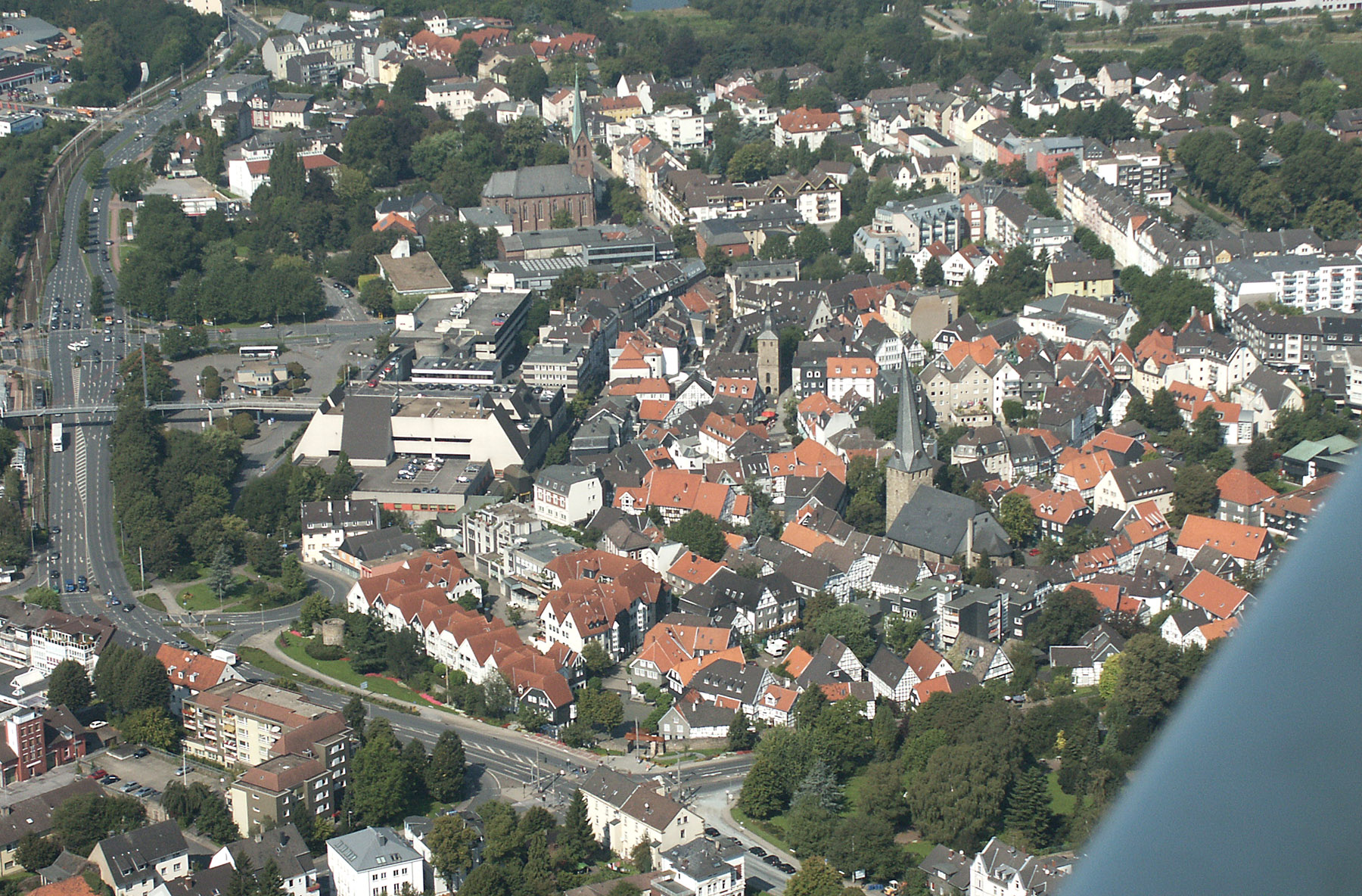
Historische kern
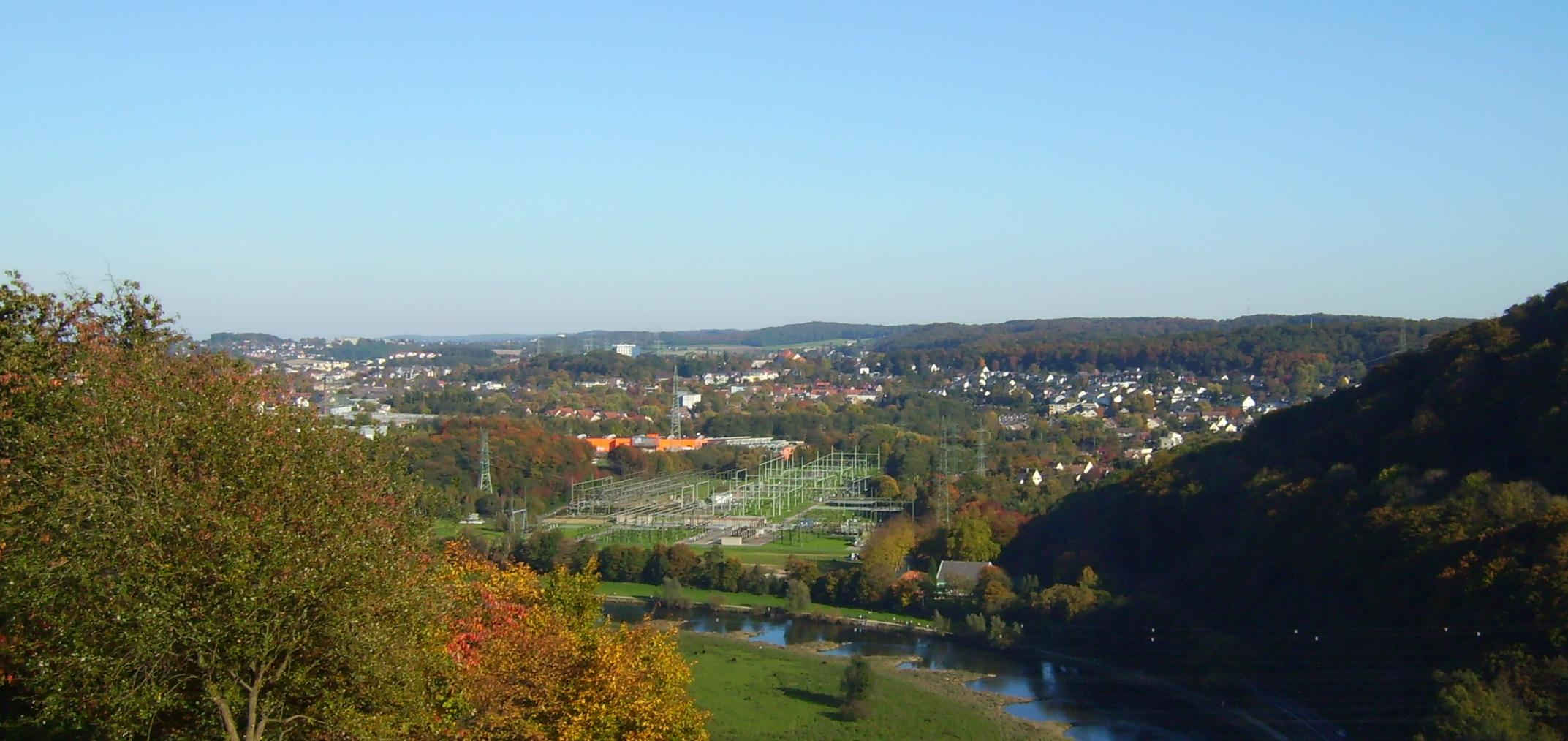
Gezicht op Hattingen
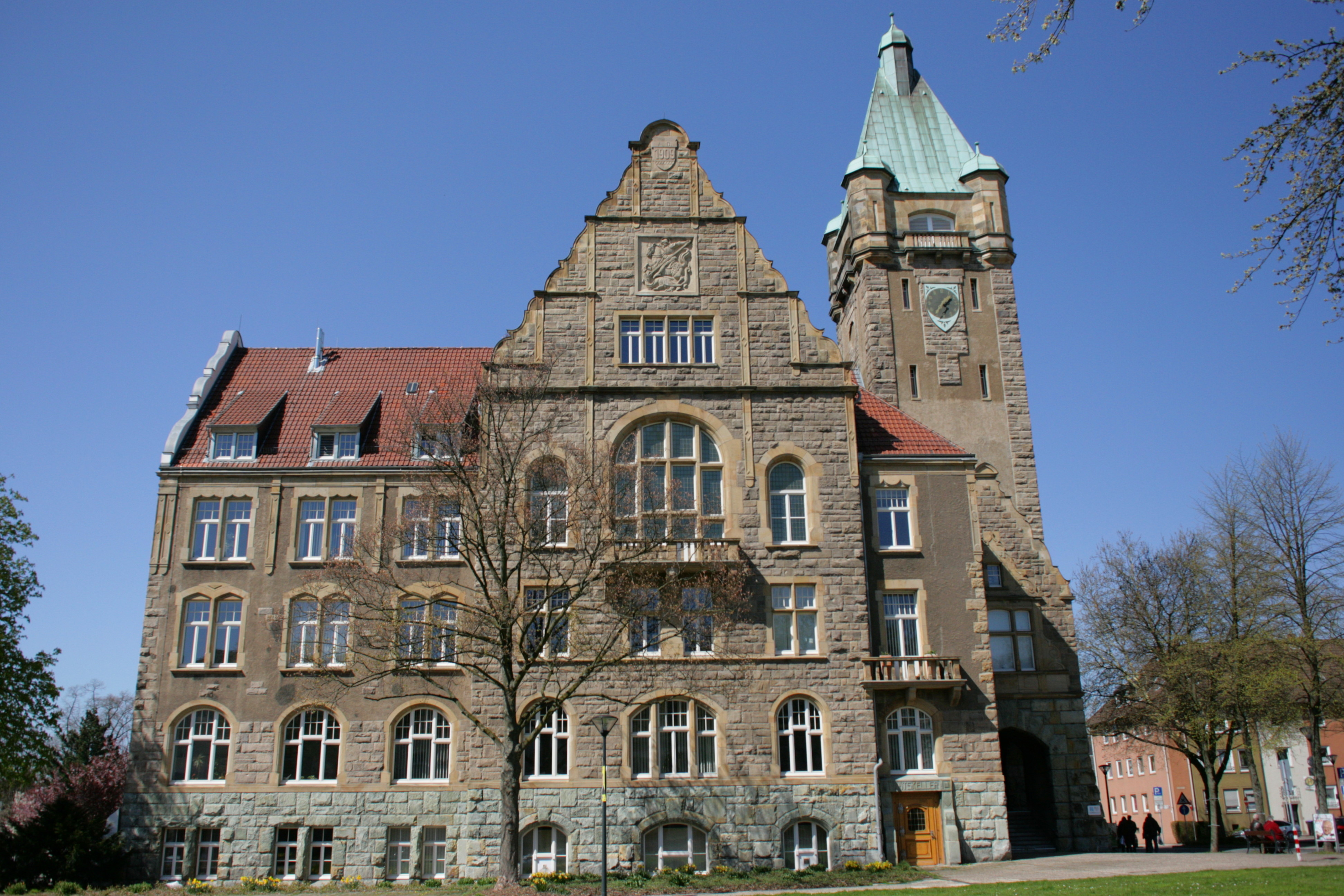
Huidige gemeentehuis
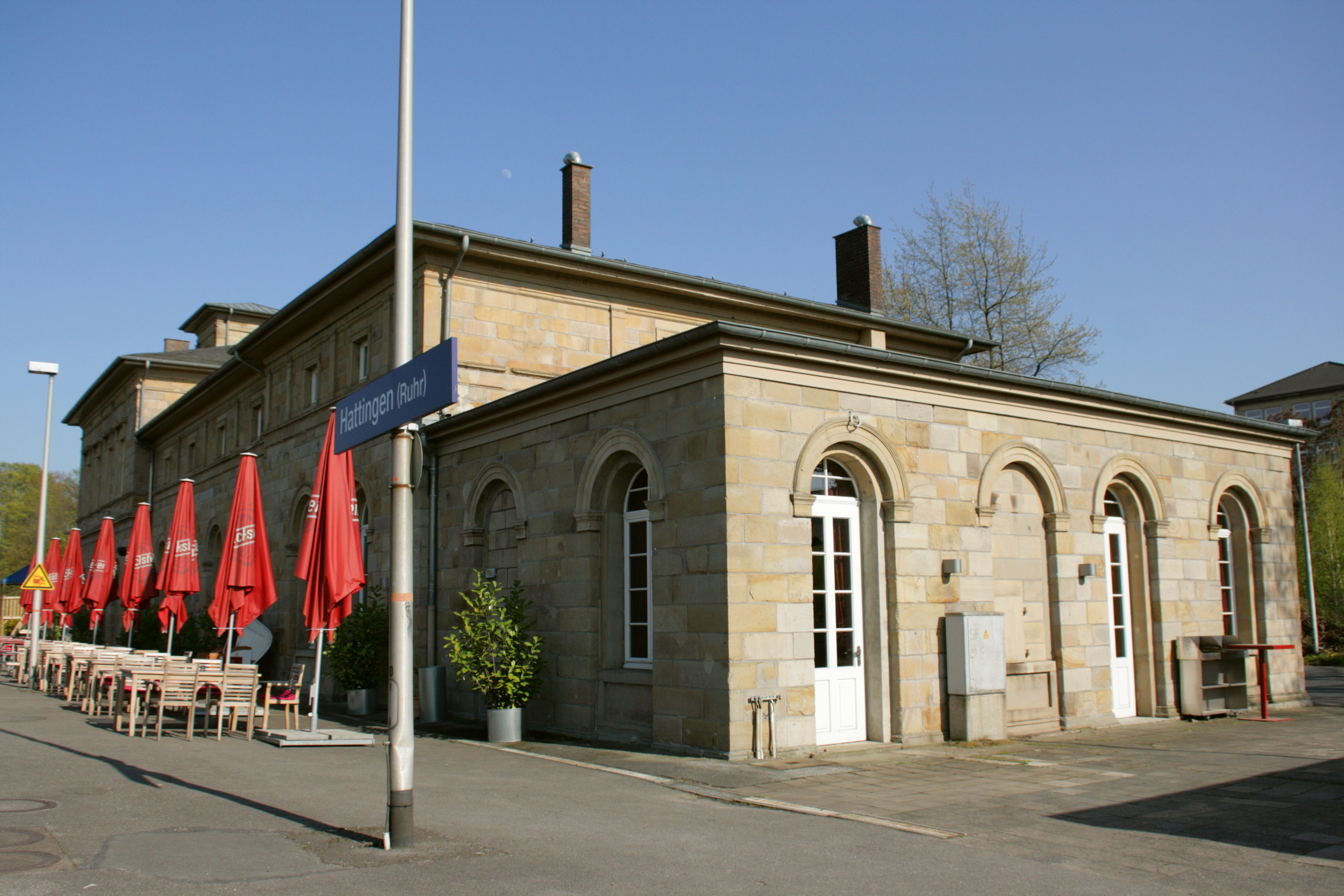
Station Hattingen
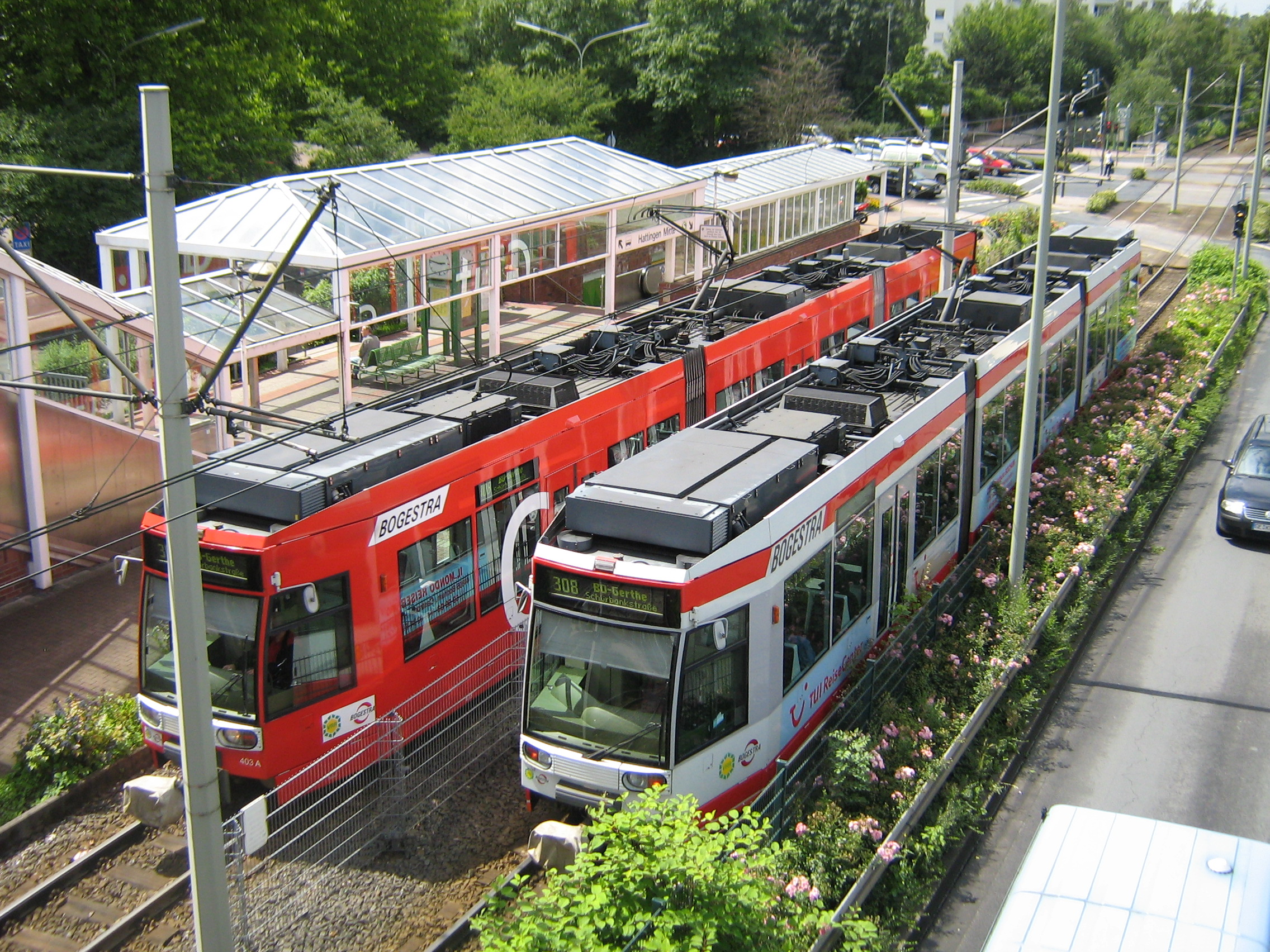
Station Hattingen-Mitte

Breckerfeld · Ennepetal · Gevelsberg · Hattingen · Herdecke · Schwelm · Sprockhövel · Wetter · Witten